# Aktor (Sohn des Azeus)
Aktor (altgriechisch Ἄκτωρ Áktōr) ist eine Person der griechischen Mythologie. 
Er ist der Sohn des Azeus, der Vater der Astyoche und über diese der Großvater der Argonautenfahrer und Teilnehmer am Trojanischen Krieg Askalaphos und Ialmenos. Astyoche wird vom Kriegsgott Ares geschwängert und bringt ihre Kinder im Schloss ihres Vaters Aktor in Orchomenos zur Welt.